# كيتا-أكيتا (أكيتا)
كيتا-أكيتا مدينة تقع ضمن محافظة أكيتا في اليابان، تأسست في 3/22/2005، بلغ عدد تعداد سكانها في 1 يناير – 2008 حوالي 38543 مساحتها الإجمالية حوالي 1152.57 كم٢ لتصبح كثافة سكانها 33.4 نسمة لكل كيلو متر مربع.